# جیسون مارسدن
جیسون مارسدن (انگلیسی: Jason Marsden؛ زادهٔ ۳ ژانویهٔ ۱۹۷۵) هنرپیشه و کارگردان اهل ایالات متحده آمریکا است.

## فیلم‌شناسی
از فیلم‌هایی که وی در آن نقش داشته‌است می‌توان به آبی همانند جاز (۲۰۱۲)، یه فیلم مسخره، شعبده‌بازی و یه فیلم خیلی مسخره اشاره کرد.